# クライミング
クライミング（英: climbing）もしくは登攀（とうはん）とは、手足を使ってよじ登ること。
自らの手や足を使いよじ登ることであるが、補助的に登攀道具を使うこともある。自然の岩壁をよじ登るものも、氷壁をよじ登るものも、人工の壁をよじ登るものもある。ロープをよじ登るものもある。もともとは登山の一形態として行われていたが、近年ではスポーツ登山の1ジャンルになっている。
趣味、競技、救助活動、軍事作戦などで行われている。

## 種類
- アルパイン・クライミング:自然の急峻な山岳をよじ登ること。
- ロッククライミング：特に岩壁を登攀すること。
- フリークライミング：自然物だけを頼りにして登ること。岩壁に打ち込んだ人工的なボルトなどは使わずに登る。
- ボルダリング：必要最低限な装備のみでの登攀。落下防止対策として、落下予想地点にクラッシュパッドと呼ばれるマットを敷く。
- インドアクライミング：室内に人工壁を設置し、トップロープ、リードクライミング、ボルダリングなどの訓練等に利用される登攀。
- スポーツクライミング：ロック・クライミングで使われる登攀技術をもとに、ルールを定め、参加者の技の優劣やタイムを競う競技の総称。
- アイスクライミング：氷壁の登攀。
- チョーククライミング：柔らかいチョーク質の壁の登攀。アイスクライミングなどと同じような技術が求められる。
- ビッグウォール・クライミング：高さ1,000m以上の岩壁の登攀。
- 沢登り：沢、滝の登攀。
- ビルダリング（英語版）：ビルディング（人工の建物）の登攀。
- 木登り：木の登攀。
- ロープクライミング（英語版）：上から吊るされたロープの登攀。

- アルパイン・クライミング
- フリークライミング
- ボルダリング
- スポーツクライミングのスピード競技
- アイスクライミング
- 沢登り
- ビルダリング（英語版）
- 木登り（ツリークライミング）
- ロープクライミング（英語版）
- 軍事訓練や入隊テストなどで行われるロープクライミング（イギリス）
- レスキュー時に行う縄梯子のクライミング

## 事故・事件
- 落石、滑落
- ナイロンザイル事件
- サスペンション・トラウマ（英語版） ‐ 宙づりなどになって腿などが圧迫されることで血管や神経が圧迫され、失神などが起きる状態。
- 私有地において無許可で登攀した場合、住居侵入罪、不退去罪によって罰せられる[3]。ビルの壁面を登攀したフリークライマーのアラン・ロベールなどが逮捕されている[4][5]。